# 富澤商店

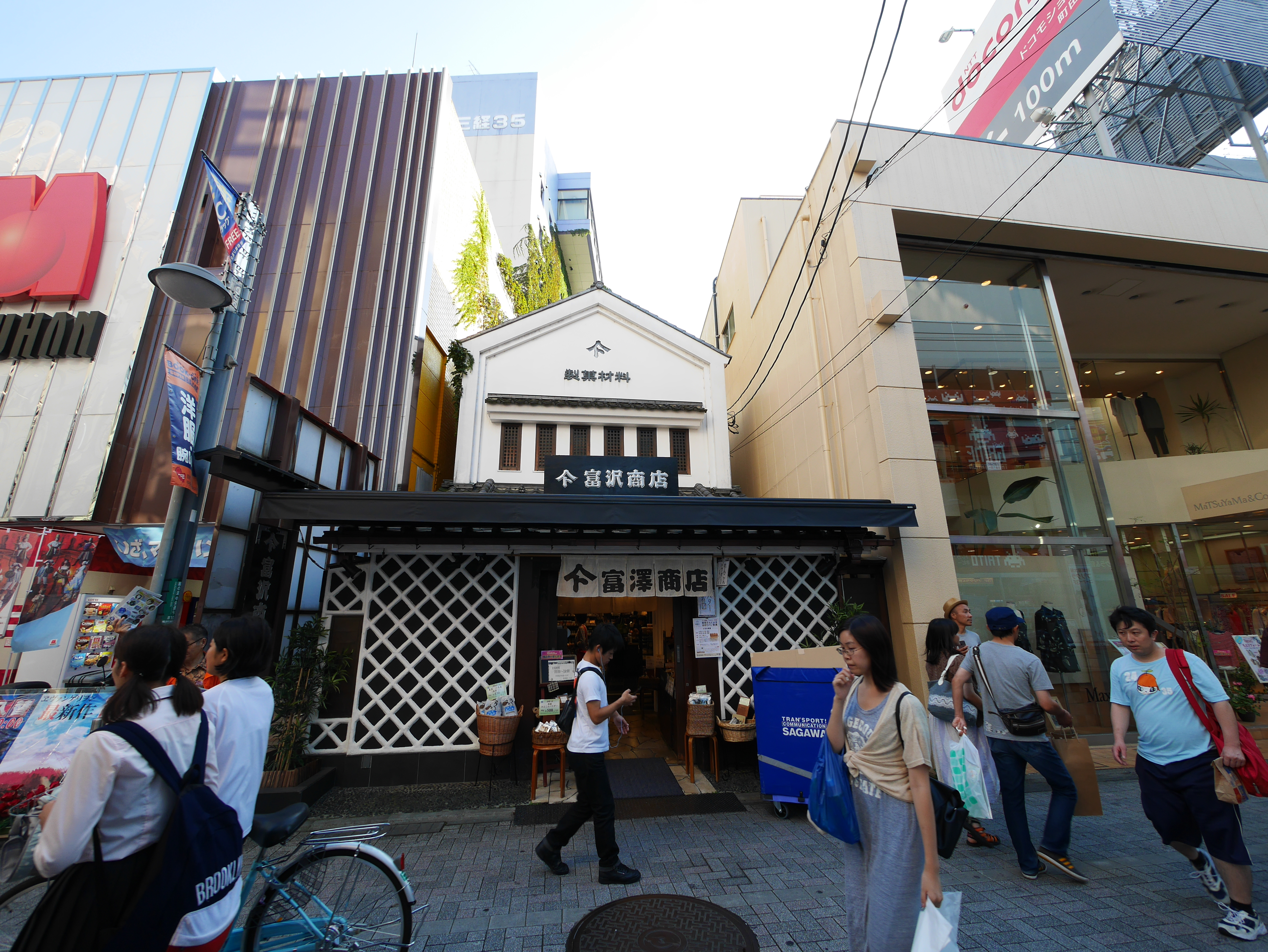
富澤商店 町田本店
（東京都町田市原町田）

株式会社富澤商店（とみざわしょうてん）は、食材や調理器具を販売する、東京都町田市に所在する会社。

## 概要
1919年（大正8年）に創業する。
1986年以降百貨店や大型ショッピングセンターなど積極的に出店し、通信販売も扱う。
2017年に徳島県の同業者「クオカプランニング」を買収する。

## 沿革
- 1919年4月 東京都南多摩郡町田町で創業。
- 1949年4月 会社を設立して富澤正が2代目社長に就く。
- 1986年2月 小田急百貨店へ出店する。
- 1990年8月 本部を相模原市東淵野辺へ移転する。
- 2000年4月 富澤一郎が3代目社長に就く。
- 2007年3月 名古屋のミッドランドスクエアへ出店する。
- 2009年8月 富澤淳が4代目社長に就く。
- 2010年9月 近畿地方出店。
- 2010年11月 本部を相模原市中央区淵野辺へ移転する。
- 2012年3月 東北地方出店。
- 2012年10月 北海道出店。
- 2013年4月 中国地方進店。
- 2013年7月 本社を東京都千代田区有楽町へ移転する。
- 2013年9月 信越地方進店。
- 2013年11月 九州地方進店。
- 2014年6月 四国地方進店。
- 2014年10月 北陸地方進店。
- 2017年9月 クオカプランニングを買収する。
- 2023年5月 製造工場として橋本工場[5]を新規に竣工する。
- 2024年1月 本社と倉庫を町田市小山ヶ丘[6]へ移転する

## 店舗
百貨店やショッピングモールなどに直営店舗を展開する。

## 拠点
本社・多摩倉庫
町田市小山ヶ丘3-22-9
橋本工場
相模原市緑区橋本台1-26-20